# Хвар (місто)
Хвар (діалект: Hvor або For, грец. Pharos, лат. Pharina, італ. Lesina) — місто та порт на острові Хвар, входить до складу Сплітсько-Далматинської жупанії в Хорватії. Населення муніципалітету налічує 4138 жителів (2001 р.), в самому місті проживає 3672 жителя, що робить його найбільшим містом на острові. Місто розташоване на узбережжі бухти на півдні острова, навпроти сусідніх міст Старі Град та Єлса.

## Історія
Місто Хвар має давню і багату історію торговельного та культурного центру Адріатики. Бувши незалежною комуною у Венеційській імперії з XIII до XVIII століть, місто було важливою військово-морською базою, захищеною фортецею та оточене муром. Культурне життя в місті розвивалось разом з розвитком економіки, і в місті досі діє один з найстаріших працюючих театрів Європи відкритий в 1612 р. Досі зберігся побудований сім століть тому мур та багато інших споруд XV-XVII століття.
В XIX столітті місто перестає бути військовою базою, і Асоціація з Гігієни Хвару (Higijeničko društvo u Hvaru) скерувала розвиток економіки, міста, та острова в новому напряму. Одна з найперших туристських рад в Європі, асоціація була заснована 1868 р. з метою надавати «допомогу відвідувачам». Нині в місті розташовано багато готелів, галерей, музеїв, виставкових залів.

### Мережива Хвар
Мережива унікальні тим, що нитки для них витягуються з листя агави (алое), яке росте на острові.
Ці мережива, які також називають «мережива алое», в місті Хвар виготовляють тільки черниці бенедиктинського монастиря.
ЮНЕСКО включило 
кружевоплетение в місті Хвар в список нематеріальної культурної спадщини людства.

## Транспорт
Порт Хвар знаходиться в природній бухті, захищеній Паклинськими островами з півдня, служить безпечним прихистком для човнів протягом всього року. Хвар має регулярне водне сполучення з містами Спліт, Брач, Корчула, Ластово, та Вис.

## Населення
Населення громади за даними перепису 2011 року становило 4251 осіб, 3 з яких назвали рідною українську мову. Населення самого міста становило 3771 осіб.
Динаміка чисельності населення громади:
Динаміка чисельності населення міста:

## Муніципалітет
Площа муніципалітету Хвар становить 7535 га. Крім міста Хвар, до громади також входять: 
- Брусє
- Ягодна
- Мало Граблє
- Милна
- Света Недєля
- Вело Граблє
- Зараче

## Географія

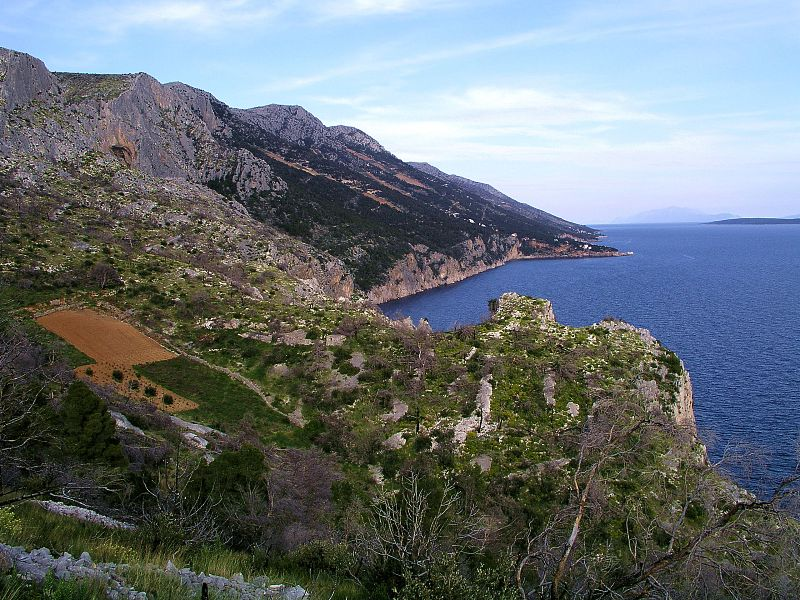
Південне узбережжя острова Хвар.

Місто розташоване на узбережжі невеличкої бухти в південній частині острова Хвар, ближче до західного краю. Навколо міста розкинувся типовий карстовий ландшафт, бідний на поверхневі джерела води незважаючи на адекватні опади. Землеробство в таких умовах потребує дбайливого збереження води та захисту ґрунтів від ерозії. Цистерни з водою в полях та в кам'яних резервуарах, особливо в терасах на схилах гір важливі для підтримки землеробства на острові.
Гірський хребет, який простягнувся вздовж острова фактично відгородив Хвар від поселень на півночі острова. Раніше шлях пішки відбирав декілька годин, або ж треба було добиратись морем. 2000 р. був відкритий тунель на дорозі  Хвар – Старі-Град, який значно спростив та пришвидшив сполучення між містами.
Узбережжя переважно круте та порізане, з невеличкими пляжами з гравію в бухтах. Острова Паклені та Галешнік захищені ландштафтні парки.

## Клімат
Середня річна температура становить 16,29°C, середня максимальна – 27,93°C, а середня мінімальна – 4,85°C. Середня річна кількість опадів – 714 мм.
| Клімат міста                                  | Клімат міста | Клімат міста | Клімат міста | Клімат міста | Клімат міста | Клімат міста | Клімат міста | Клімат міста | Клімат міста | Клімат міста | Клімат міста | Клімат міста | Клімат міста |
| Показник                                      | Січ.         | Лют.         | Бер.         | Квіт.        | Трав.        | Черв.        | Лип.         | Серп.        | Вер.         | Жовт.        | Лист.        | Груд.        |              |
| Середній максимум, °C                         | 13,36        | 12,84        | 14,78        | 17,65        | 22,21        | 26,10        | 27,93        | 27,82        | 24,39        | 20,39        | 16,13        | 13,68        |              |
| Середня температура, °C                       | 9,38         | 8,86         | 10,78        | 13,67        | 18,22        | 22,12        | 24,95        | 24,84        | 21,41        | 17,43        | 13,16        | 10,73        |              |
| Середній мінімум, °C                          | 5,39         | 4,85         | 6,79         | 9,68         | 14,23        | 18,11        | 21,98        | 21,89        | 18,46        | 14,45        | 10,19        | 7,76         |              |
| Норма опадів, мм                              | 69           | 56           | 63           | 56           | 48           | 37           | 24           | 41           | 60           | 78           | 96           | 86           |              |
| Середньомісячна швидкість вітру, м/с          | 3.63         | 3.84         | 3.90         | 3.59         | 3.14         | 2.86         | 2.90         | 2.75         | 3.09         | 3.30         | 4.07         | 3.96         |              |
| Середньомісячна сонячна радіація, кДж/м²·день | 5677         | 8471         | 12146        | 16795        | 20913        | 23524        | 25215        | 22159        | 16438        | 10745        | 6165         | 4814         |              |
| --------------------------------------------- | ------------ | ------------ | ------------ | ------------ | ------------ | ------------ | ------------ | ------------ | ------------ | ------------ | ------------ | ------------ | ------------ |
| Джерело:                                      |              |              |              |              |              |              |              |              |              |              |              |              |              |